# Kashif Bangnagande
Kashif Bangnagande (バングーナガンデ 佳史扶 Bangnagande Kashif?, Tokio, 24 de septiembre de 2001) es un futbolista japonés que juega como defensa en el F. C. Tokyo.

## Selección nacional
El 28 de marzo de 2023 hizo su debut con la selección de Japón en un amistoso ante Colombia que perdieron por uno a dos.

## Clubes
| Club               | País  | Año       |
| ------------------ | ----- | --------- |
| F. C. Tokyo sub-23 | Japón | 2018-2019 |
| F. C. Tokyo        | Japón | 2020-     |